# Diocèse de Sonsón-Rionegro
Le diocèse de Sonsón-Rionegro (en latin : Dioecesis Sonsonensis-Rivi Nigri ; en espagnol : Diócesis de Sonsón-Rionegro) est un diocèse de l'Église catholique en Colombie, suffragant de l'archidiocèse de Medellín.

## Territoire

Il comprend 22 municipalités du département d'Antioquia : Abejorral, Argelia, Cocorná, El Carmen de Viboral, El Peñol, El Retiro, El Santuario, Granada, Guarne, Guatapé, La Ceja, La Unión, Marinilla, Nariño, Rionegro, San Carlos, San Francisco, San Luis, San Rafael, San Vicente, Sonsón (sauf les districts de La Danta et San Miguel qui appartiennent au diocèse de La Dorada-Guaduas) ce qui représente un territoire de 7 300 km2 divisé en 69 paroisses.
Le siège épiscopal est dans la ville de Sonsón où est située la cathédrale Notre-Dame-du-Rosaire de Chiquinquirá (es) ainsi que le sanctuaire Notre-Dame-de-Valvanera (es). À Rionegro, la cocathédrale Saint-Nicolas (es) abrite la statue de Notre-Dame du Rosaire de Arma (es), patronne du diocèse. Le diocèse possède deux basiliques : Notre-Dame du Mont-Carmel (es) à La Ceja et Saint-Jude-Thaddée (es) à El Santuario.

## Historique
Le diocèse de Sonsón est érigé le 18 mars 1957 par la constitution apostolique In apostolici muneris du pape Pie XII en prenant une partie du territoire de l'archidiocèse de Medellín.
Par la lettre apostolique Inditam Dei Genetricem du 28 novembre 1958, Pie XII reconnaît que la Vierge Marie vénérée sous le vocable de Notre-Dame du Rosaire de Arma est la patronne principale du diocèse.
Il cède une partie de son territoire le 27 octobre 1962 pour l'érection du diocèse de Barrancabermeja.
Par la constitution apostolique Quamquam Apostoli du 20 avril 1968 émise par le pape Paul VI, l'église Saint-Nicolas de Rionegro est élevé au rang de cocathédrale et le diocèse prend son nom actuel.
Il cède une portion de son territoire le 18 juin 1988 pour l'établissement du diocèse de Girardota.

## Évêques
- Alberto Uribe Urdaneta (18 mars 1957 - 13 juillet 1960), nommé évêque de Cali
- Alfredo Rubio Díaz (12 février 1961 - 27 mars 1968), nommé archevêque de Nueva Pamplona
- Alfonso Uribe Jaramillo (6 avril 1968 - 15 juillet 1993)
- Flavio Calle Zapata (16 février 1993 - 10 janvier 2003), nommé archevêque d'Ibagué
- Ricardo Antonio Tobón Restrepo (25 avril 2003 - 16 février 2010), nommé archevêque de Medellín
- Fidel León Cadavid Marín, depuis le 2 février 2011